# Корпусов, Генрих Васильевич
Генрих Васильевич Корпусов (1925—2013) — российский химик, лауреат Государственной премии СССР.

## Биография
Родился 28 февраля 1925 года в Москве.
Участник Великой Отечественной войны. Получил тяжелое ранение, в результате которого лишился ноги.
Окончил Московский институт химического машиностроения (1950), инженер химик-механик.
С 1950 г. в Институте физической химии АН СССР (с 2005 г. Институт физической химии и электрохимии им. А. Н. Фрумкина): аспирант, м.н.с., с.н.с., зав. лабораторией, главный научный сотрудник сектора экстракции лаборатории новых физико-химических проблем.
Скончался 23 декабря 2013 года в Москве.
Семья: жена, трое детей.

## Научная деятельность
Научная сфера: экстракционные методы разделения редких и радиоактивных элементов.

### Публикации
- Химия долгоживущих осколочных элементов / Г. В. Корпусов, Л. М. Зайцев и др. / Под ред. акад. А. В. Николаева — М.: Атомиздат, 1970.
- Левин В. И., Корпусов Г. В., Манько Н. М., Патрушева Е. Н., Прохорова Н. П., Платнов Г. Ф. Экстракция четырёхвалентного церия органическими растворителями // Атомная энергия. Том 15, вып. 2. — 1963. — С. 138—145.
- В. И. Левин, Е. Н. Патрушева, Г. В. Корпусов, Л. Козырева. Сб.: «Методы получения и измерения радиоактивных препаратов». М., Атомиздат, 1960.
- H. E. Брежнева, В. И. Левин, Г. В. Корпусов, Н. М. Манько, Е. К. Богачева, Л. Т. Хорешко, Г. Ф. Платнов. Труды Второй международной конференции по мирному использованию атомной энергии. Женева, 1958. Доклады советских ученых. М., Атомиздат, 1958.

## Награды и звания
- Доктор химических наук;
- Государственная премия СССР;
- Орден Отечественной войны I степени (06.11.1985).